# Sonate K. 114
La sonate K. 114 (F.73/L.344) en la majeur est une œuvre pour clavier du compositeur italien Domenico Scarlatti.

## Présentation
La sonate en la majeur K. 114 est notée Con spirito è presto à 
. Elle suit sa compagne la sonate K. 113 et se caractérise par rapport à elle par sa diversité rythmique évoquant la musique populaire espagnole.

## Manuscrits
Le manuscrit principal est le numéro 17 du volume XV de Venise (1752), copié pour Maria Barbara ; l'autre est Parme III 27 ; les autres sources manuscrites sont Münster IV 41 et Vienne B 41. Une copie figure à Saragosse (E-Zac), source 2, ms. B-2 Ms. 31, fos 17v-19r, no 9 (1751–1752).

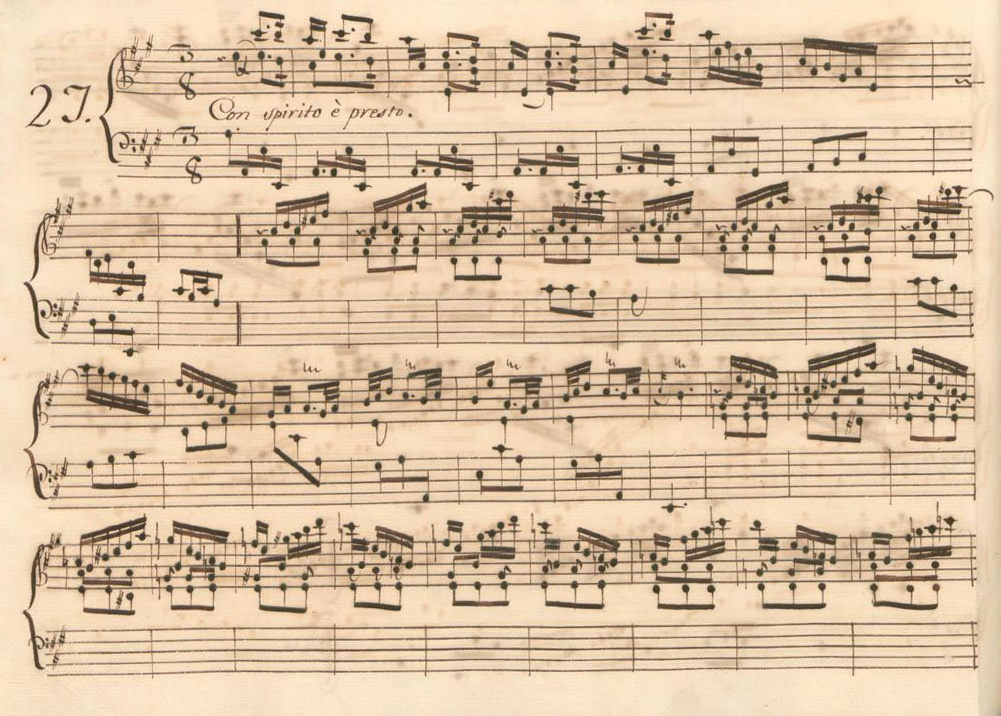
Parme III 27.
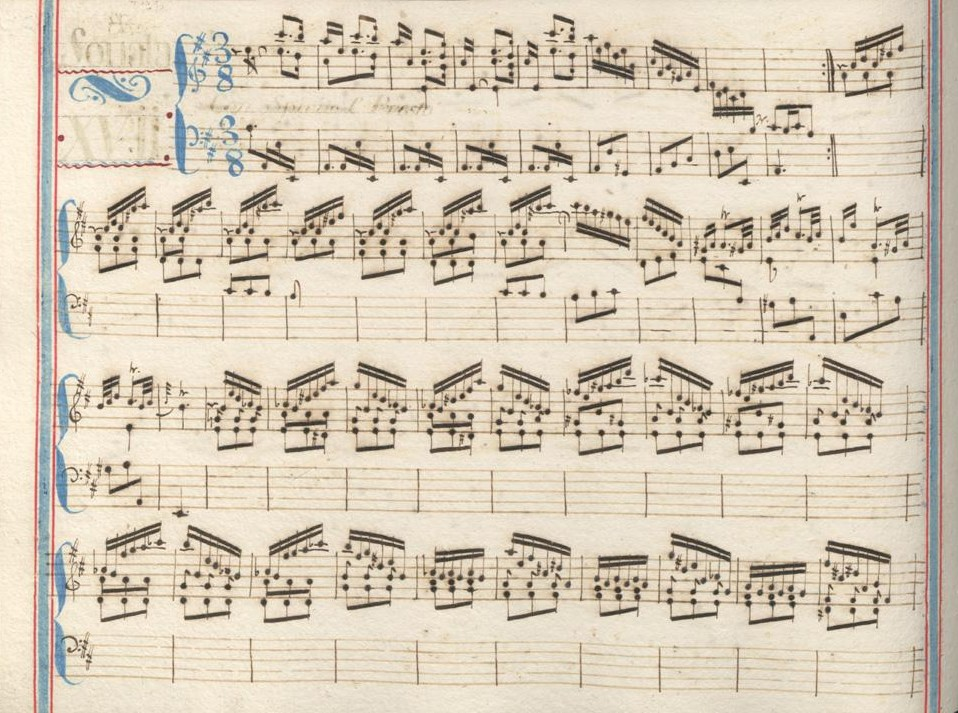
Venise XV 17.

## Interprètes
La sonate K. 114 est défendue au piano notamment par Marcelle Meyer (1954), Konstantin Scherbakov (2000, Naxos, vol. 7), Carlo Grante (2009, Music & Arts, vol. 2) ; au clavecin par Huguette Dreyfus (1967, Valois), Scott Ross (Erato, 1985), Andreas Staier (1996, Teldec/Warner), Richard Lester (2005, Nimbus, vol. 6) et Frédérick Haas (2016, Hitasura). Øivind Farmen l'interprète à l'accordéon (1994, Lærdar Musikkproduksjon).

## Sources
: document utilisé comme source pour la rédaction de cet article.
- Ralph Kirkpatrick (trad. de l'anglais par Dennis Collins), Domenico Scarlatti, Paris, Lattès, coll. « Musique et Musiciens », 1982 (1re éd. 1953 (en)), 493 p. (OCLC 954954205, BNF 34689181).
- Alain de Chambure, « Domenico Scarlatti : Intégrale des sonates — Scott Ross », p. 219, Erato (2564-62092-2), 1985 (OCLC 891183737) ..
- (es) Celestino Yáñez Navarro (thèse), Nuevas aportaciones para el estudio de las sonatas de Domenico Scarlatti. Los manuscritos del Archivo de Música de las Catedrales de Zaragoza, Université autonome de Barcelone, 2016 (lire en ligne)